# Atomosia coxalis
Atomosia coxalis är en tvåvingeart som beskrevs av Charles Howard Curran 1930. Atomosia coxalis ingår i släktet Atomosia och familjen rovflugor. Inga underarter finns listade i Catalogue of Life.